# Жак Лемерсьє
Жа́к Лемерсьє́ (фр. Jacques Lemercier; 1585, Понтуаз, Франція — 13 січня, 1654, Париж ) — французький архітектор першої половини 17 ст. і садівник  доби короткого французького бароко і переходу до академічного класицизму.

## Життєпис. Молоді роки
Жак Лемерсьє походив з родини відомих будівників. Архітекторами або будівничими були дід Жака — П'єр Лемерсьє старший, батько Ніколя Лемерсьє і брат  П'єр Лемерсьє молодший. День і місяць народження Жака Лемерсьє невідомі.
Відомо, що у період 1607-1612  років він перебував на стажуванні у Італії, в Римі. Можливо, цей період був на два роки коротшим. Жак повернувся до Франції і декотрий час працював інженером і будівельником мостів.

## Початок кар'єри в Парижі
1616 року він отримав замову на добудову церкви-ораторіанців в Парижі, котру будував архітектор Клеман Метезо (Clément Métezeau). Добудови церкви справили приємне враження і вплинули на рішення запросити до себе на службу кардинала Рішельє і королеви-матері. Він отримав посаду королівського архітектора з платнею 1200 ліврів і правом облаштування власної майстерні. 1623 року він створив проєкт приватного палацу (отелю, як називають його в Парижі) Ліанкур, що зміцніло довіру до архітектора у придворних колах. 1625 року кардинал Рішельє надав йому посаду головного керівника збільшення королівського палацу Лувр. Жак Лемерсьє забезпечував будівництво західного і північного крила палацу, що виходять нині у двір Каре. Якщо наріжний фасад крила мав стилістичну цілісність і стриману елегантність, фасад у двір був перенасичений нішами, напівколонами, міжповерховими карнизами і скульптурним декором. Архітектурним акцентом крила став павільйон Годинника (кожний годинник того часу сприймався дивом механіки).

## Палац для кардинала в столиці
Кардинал Рішельє не забував і про себе, бо з 1627 року Жак Лемерсьє почав працювати над створенням палацу для кардинала у Парижі з розкішним садом бароко і фонтаном. Вибудований палац кардинал подарував королю Франції і той відомий під назвою Пале Рояль.

## Жак Лемерсьє — містобудівник
Натомість кардинал започаткував будівництво міста Рішельє в Пуату, головним архітектором котрого призначив Лемерсьє. Проєкт Лемерсьє передбачав місто не із заплутаною середньовічною побудовою, а з  прямокутними кварталами, собором в новітній стилістиці і палацом для кардинала. Палац кардинала мав вигляд варіанта Люксембурзького палацу в Парижі, котрий почали сприймати як канон і бездоганний взірець у Франції.  Неподалік від Парижа для кардинала Рішельє Лемерсьє також вибудував палац Шато-де-Рюєль, пізніше зруйнований. Серед поруйнованих споруд Лемерсьє опинився і замок-палац Туар, відомий своїм протяжним корпусом.

## Замова на перебудову мисливського замку Версаль
Задум збільшити мисливський замок Версаль належить зовсім не пихатому королю Людовику XIV , а його офіційному батьку, Луї ХІІІ. Проєкт був створений Лемерсьє, але реалізувати його в новій редакції довелося архітекторам Луї Лево та Жулю-Ардуену Мансару. Створенням нової власної резиденції у Версалі опікувався вже Людовик XIV.

## Церква Сорбони і смерть Рішельє
Серед уславлених зразків сакральних споруд Парижа чільне місце посіла церква Св. Урсули в Сорбоні. Лемерсьє проєктував її з урахуванням архітектурного образу римської церкви Сан Карло аі Катінарі. В церкві Св. Урсули урочисто поховали кардинала Рішельє, що помер 1642 року.

## Валь де Грас
Проєкт пишної церкви в королівському монастирі Валь де Грас створив Франсуа Мансар. Але після побудови підмурків Мансара відсторонили від справ. Керування будівництвом передали королівському архітекторові, котрим на той час рахувався Жак Лемерсьє. Але останній працював на будівництві недовго і закінчували споруду вже після його смерті інші.

## Останні роки
Жак Лемерсьє мав платню у 3000 ліврів як королівський архітектор, але так і накопичив багатства, хоча і встиг вибудувати власний будинок в Парижі. Відомо, що він розпродав власну бібліотеку, аби сплатити власні борги. 
Помер у Парижі 1654 року

## Вибрані твори
- Церква Богородиці, місто Рішельє

Проєкт збільшення палацу Лувр. Зовнішній фасад

- Палац кардинала Рішельє, пізніше Королівський палац
- Сади палацу кардинала Рішельє
- Крило палацу Лувр, Париж
- замок-палац Туар
- Церква Сорбони св. Урсули за зразком італійської церкви Сан Карло аі Катінарі у Римі
- Добудови церкви Валь де Грас, Париж, за проєктом Франсуа Мансара
- театр Пале Рояль (театр королівського палацу)
- церква Сен Жозеф (проєкт невідомого італійця зі змінами Ж. Лемерсьє)

## Галерея обраних фото

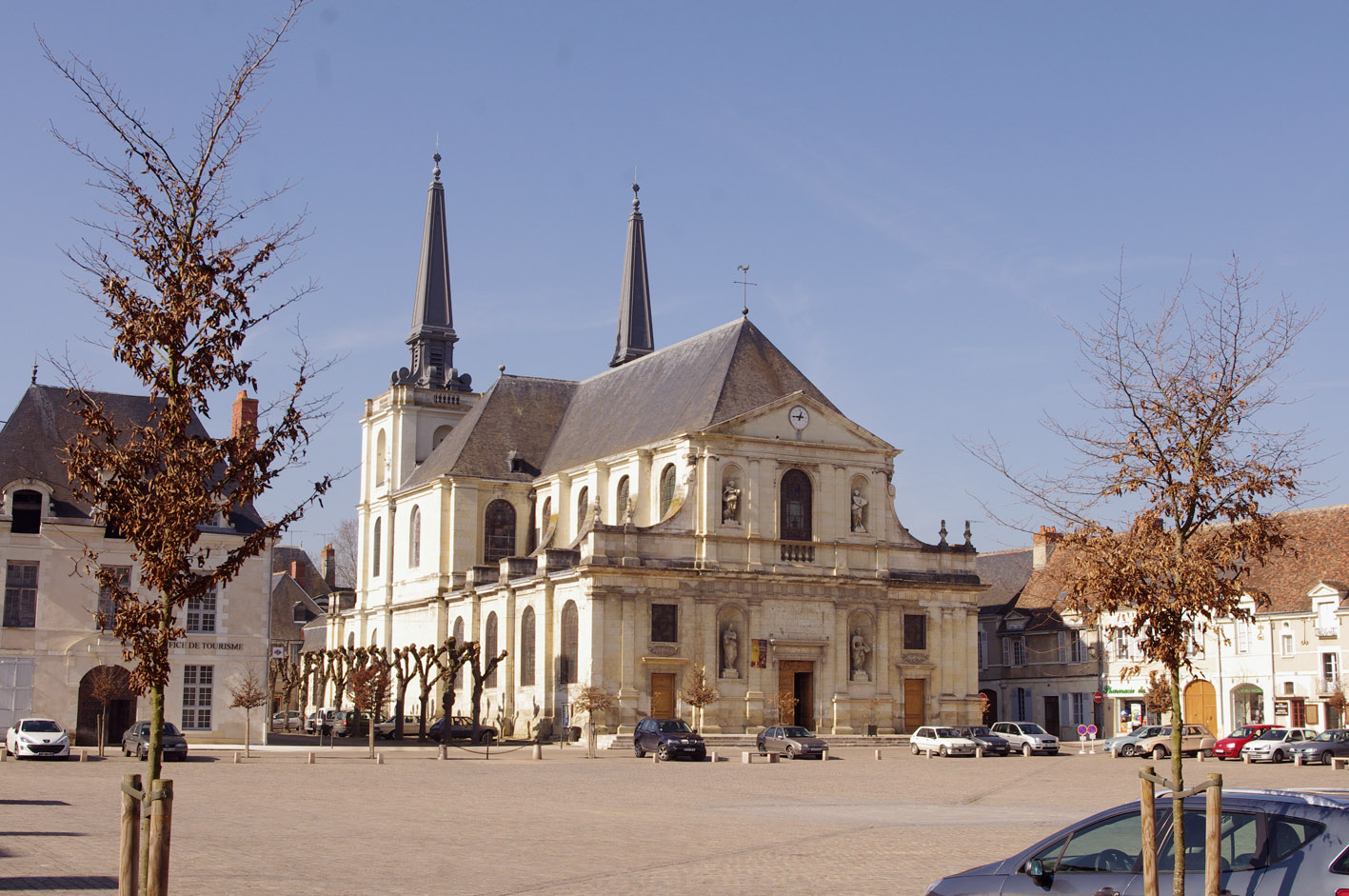
Церква Богородиці, місто Рішельє

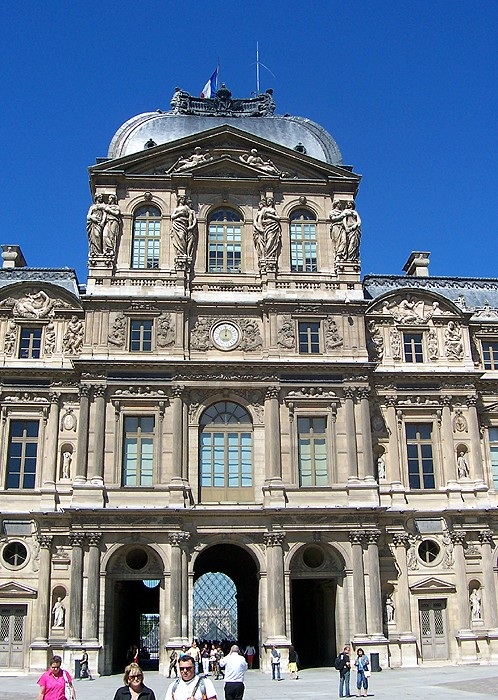
Павільйон Годинника, Лувр.

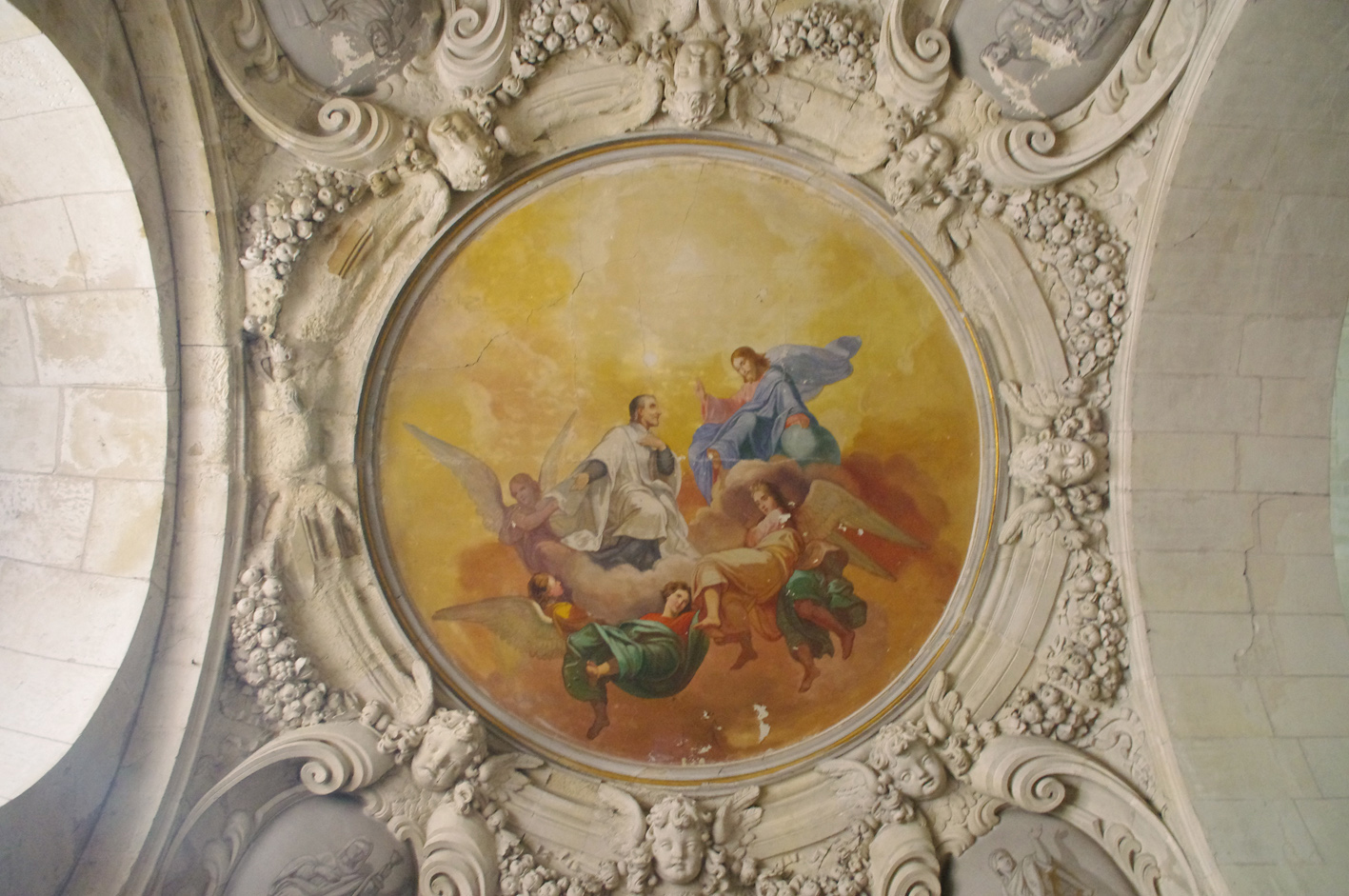
Бароковий плафон в церкві Богородиці, м. Рішельє
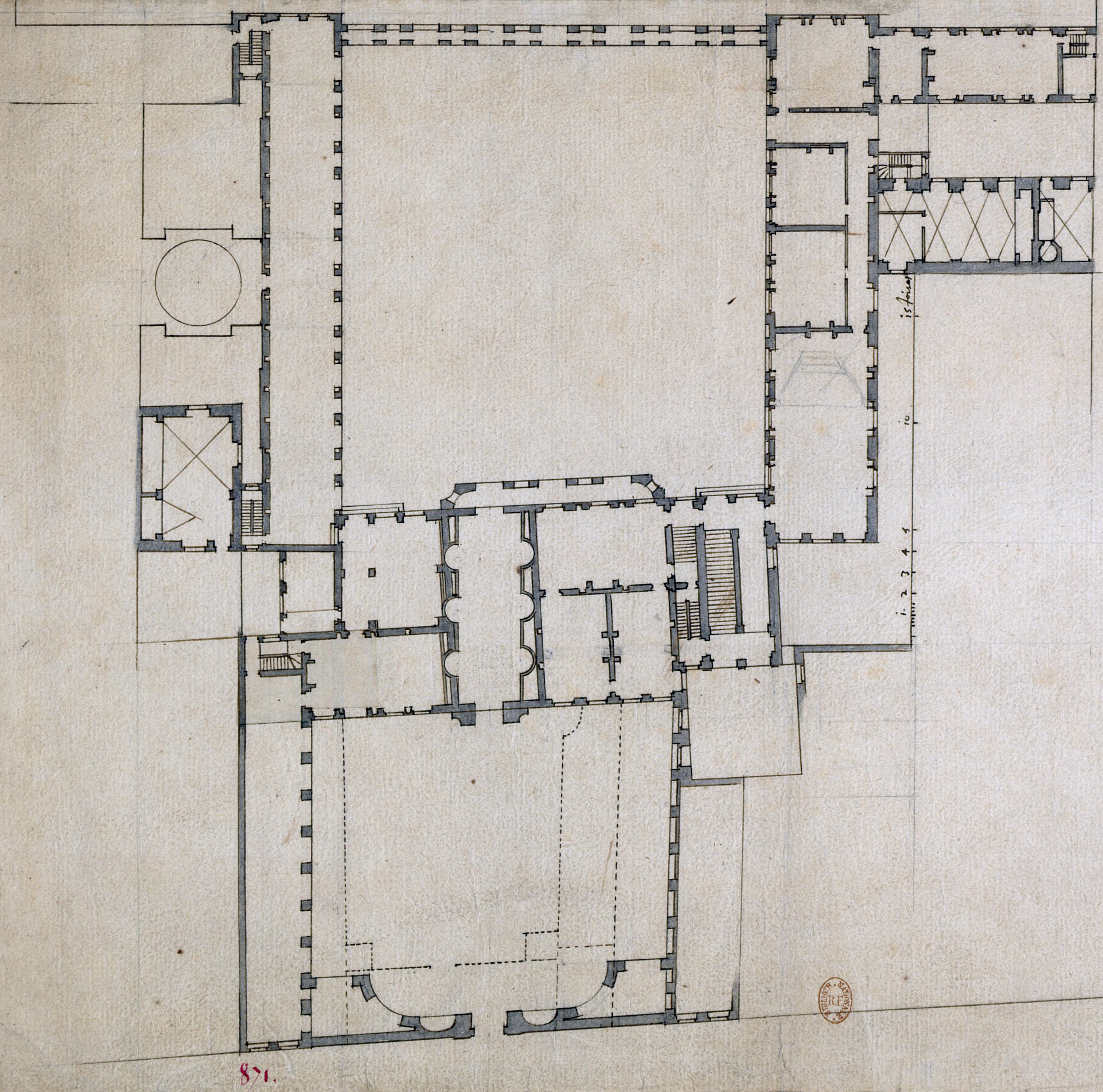
План палацу кардинала Рішельє для Парижа
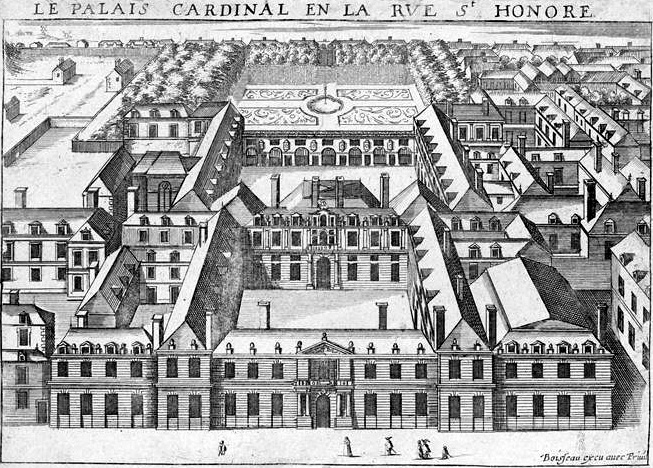
Французький анонім, палац кардинала Рішельє для Парижа, вигляд з неба (пізніше — Королівський палац).
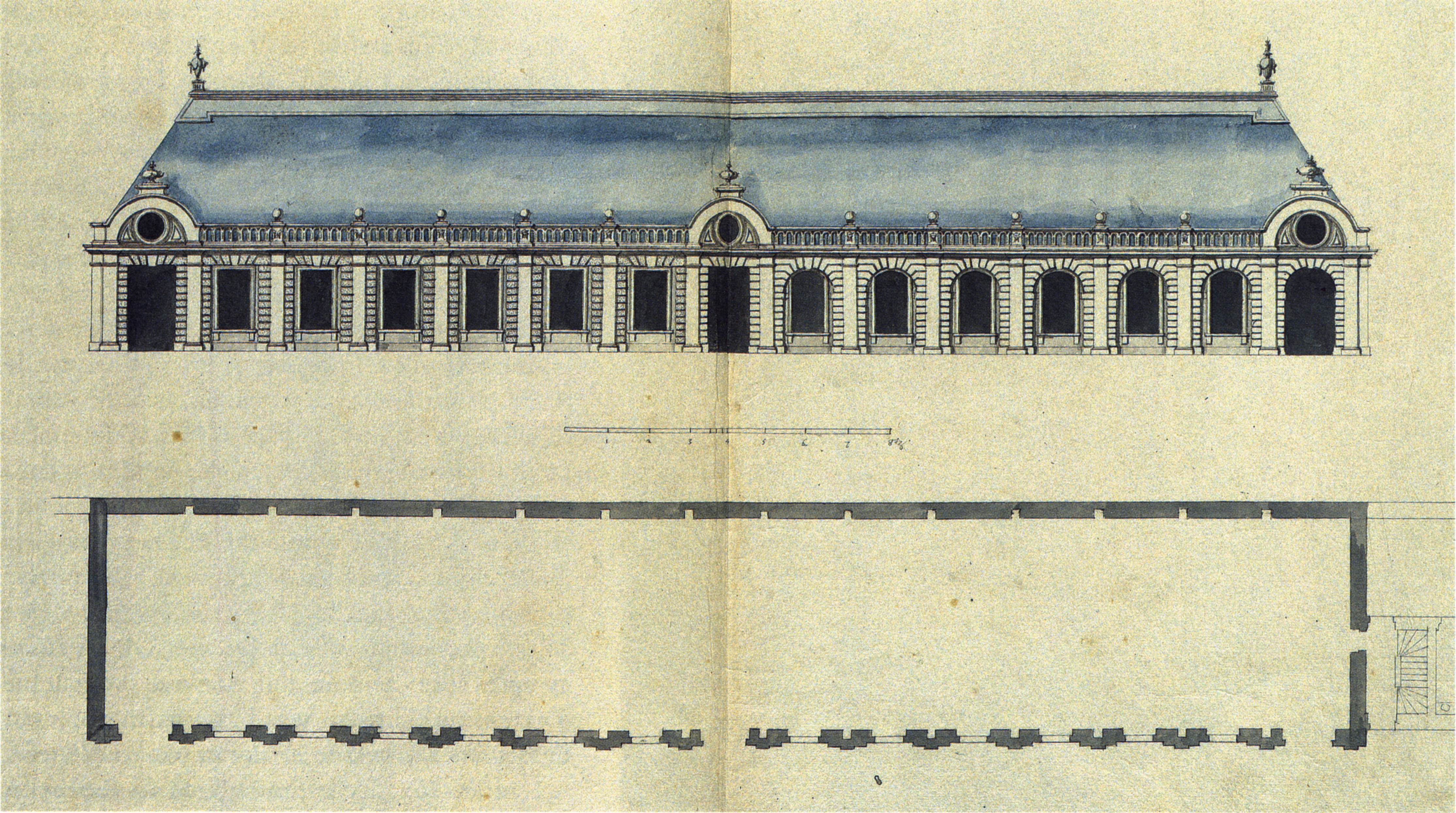
Так звана Стара оранжерея, проєкт, бл. 1628 р.
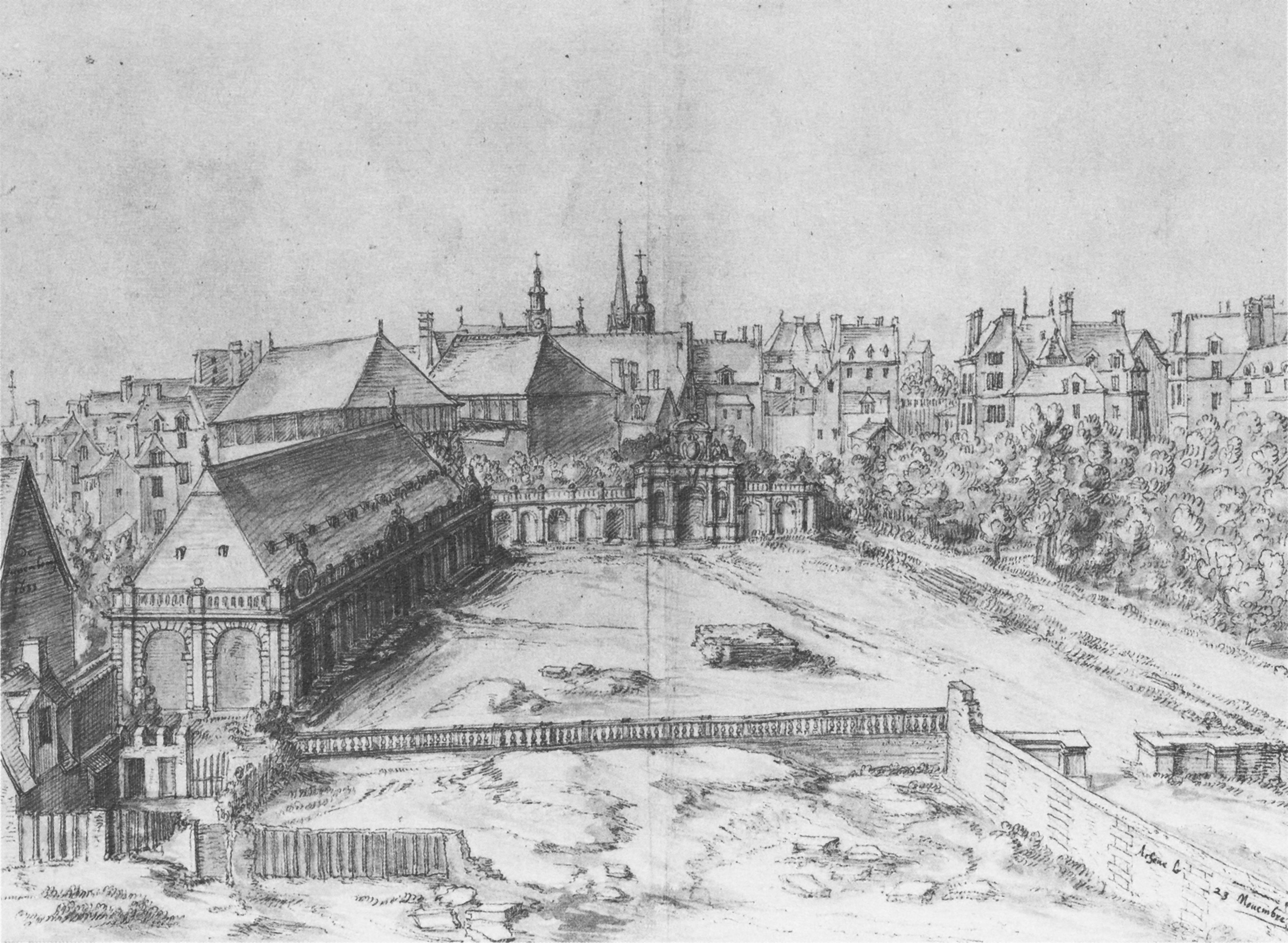
Стара оранжерея, вигляд у 1633 р.
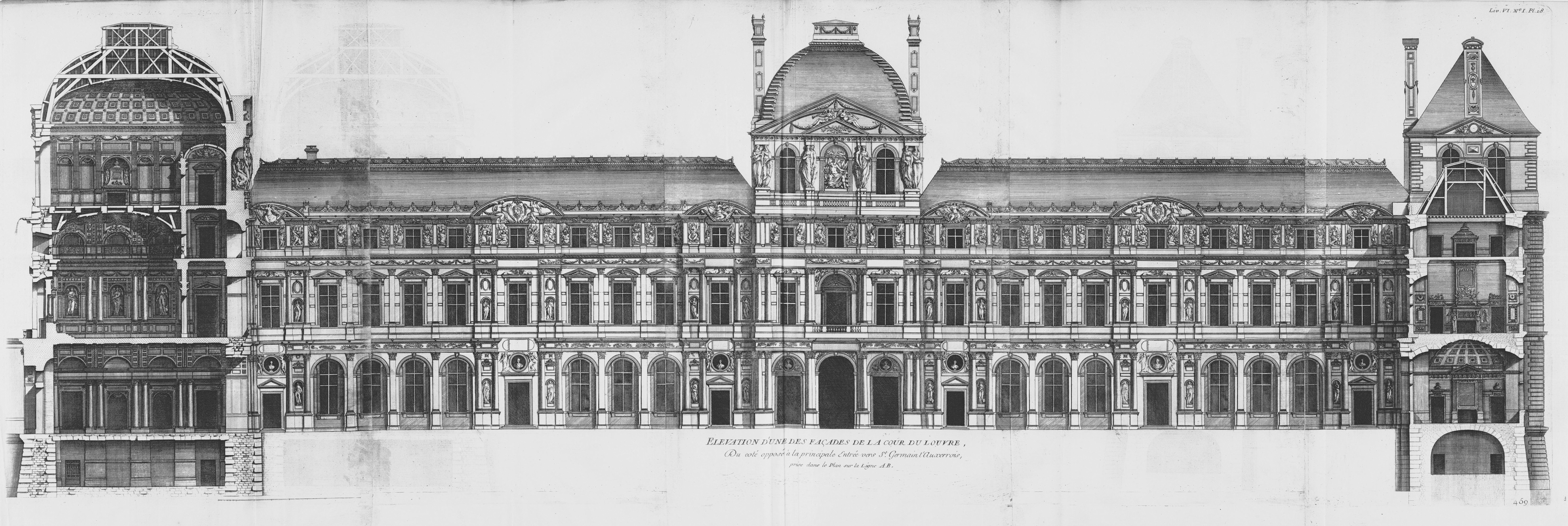
Проєкт збільшення палацу Лувр, фасад у внутрішній двір.
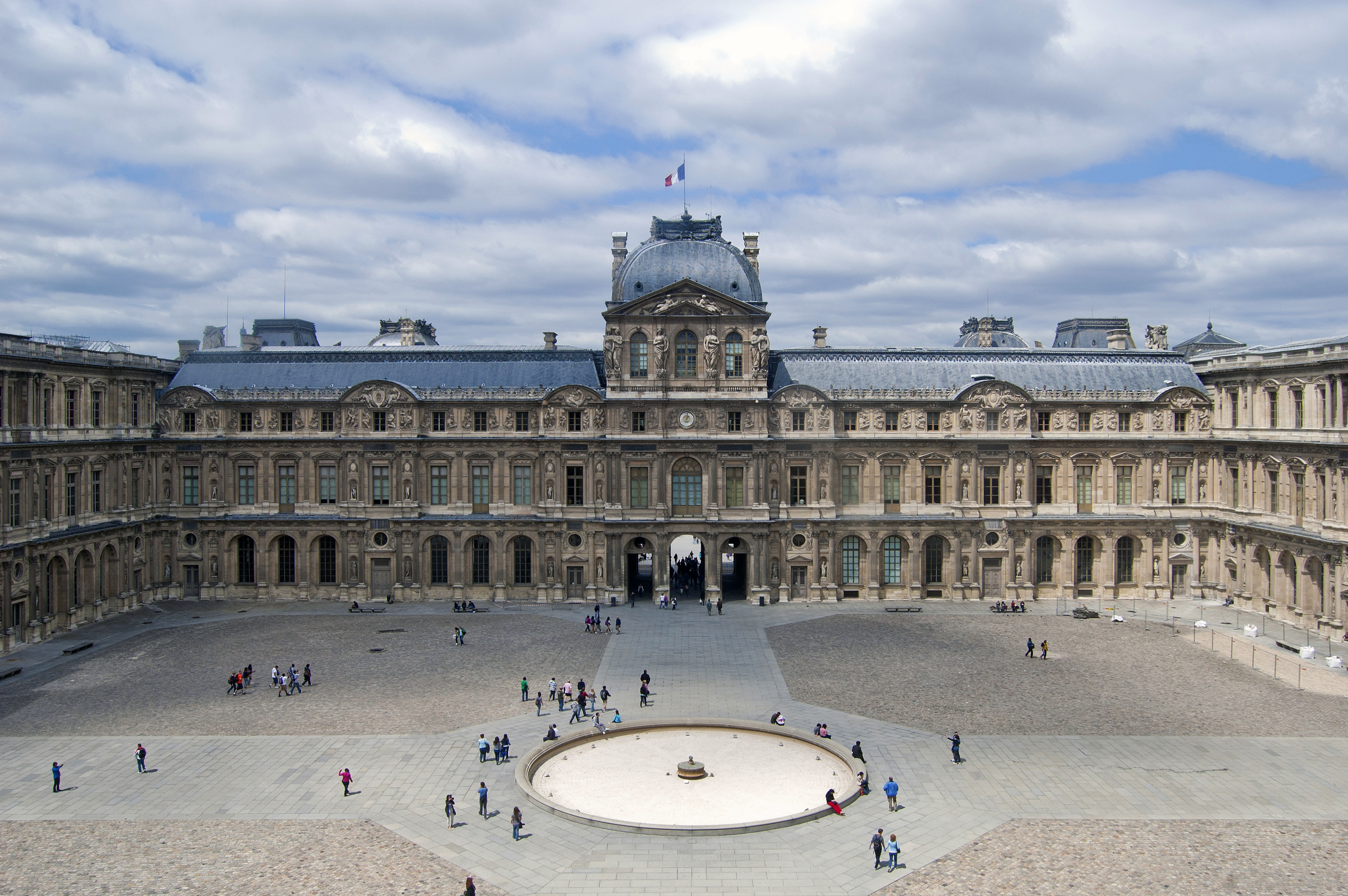
Палац Лувр, двір Каре, фото 2010 р.
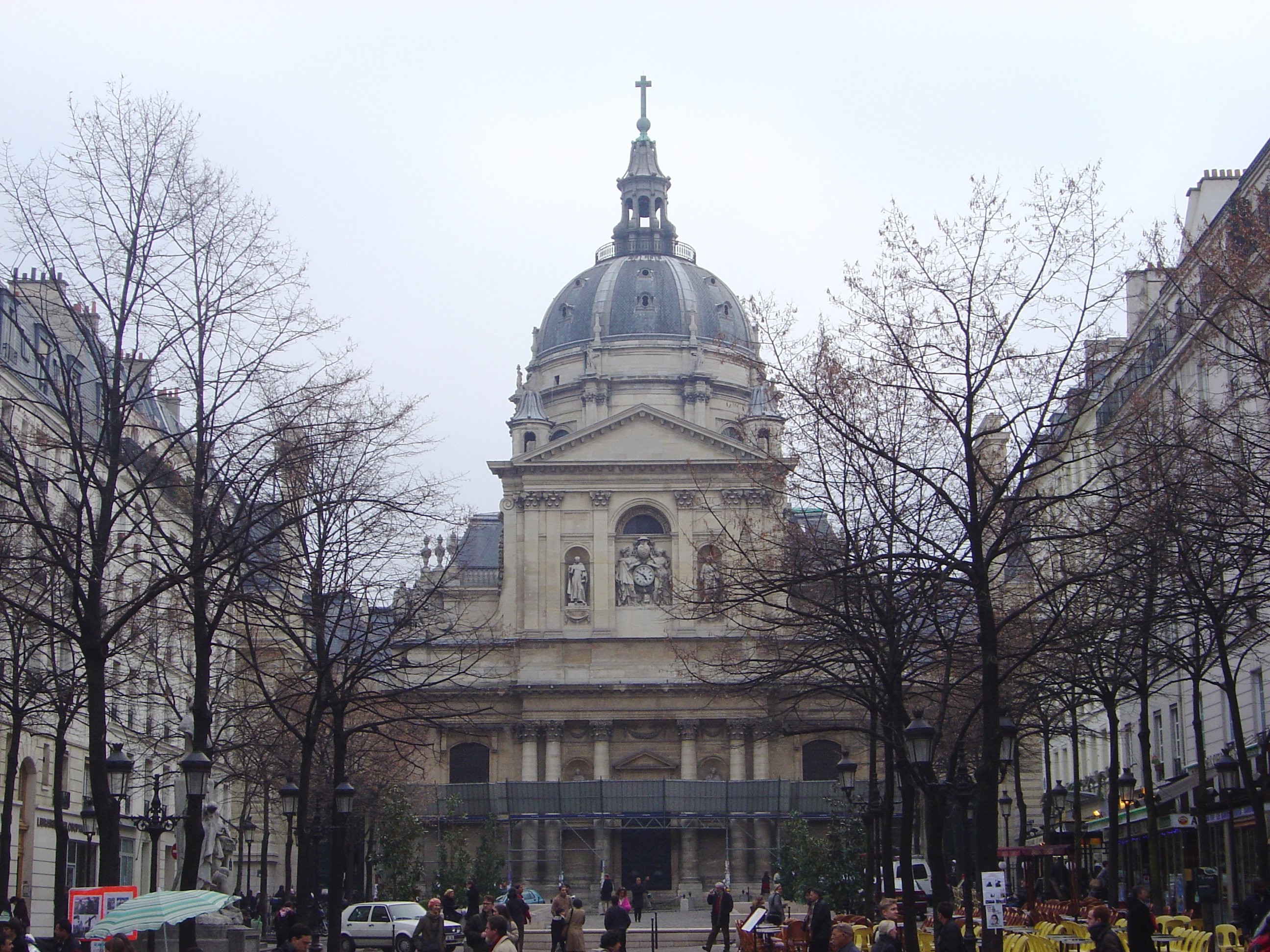
Церква Св. Урсули Сорбони